# Nobile (Erbtitel)
Nobile, üblicherweise abgekürzt als Nob., bezeichnet einen italienischen Erbtitel, der von einem Adligen getragen wird, dessen Rang jenem eines Barons oder knapp darunter entspricht, ähnlich dem Baronet in England oder dem Freiherrn in Deutschland. Im Gegensatz zu höheren italienischen Titeln, die üblicherweise anstatt des Namens der Person verwendet werden, wird Nobile direkt vor dem Vornamen und Nachnamen angeführt, meistens in der abgekürzten Form Nob.

## Aussehen
Die Wappenkrone eines Nobile bildet ein geschmückter Goldreif, der entweder an seinen Aufsätzen oder direkt am Rand mit fünf Perlen besetzt ist. Das Wappenschild eines Nobile wird von einem Silberhelm in ¾-Seitenansicht sowie der zuvor beschriebenen Krone umschlossen. Es wird üblicherweise über dem Schild im Vollwappen abgebildet, das mit dem jeweiligen Titel des Adligen assoziiert wird.

## Geschichte
Der Rang des Nobile existierte über Jahrhunderte hinweg und wurde dazu verwendet, um Träger von Adelstiteln (z. B. Baron, Graf) sowie deren jüngere Söhne zu bezeichnen. In diesem Zusammenhang wurden um 1800 herum jedoch viele Signori (Gutsherren) in Sizilien und Vasallen in Piemont als Barone anerkannt, während sie zuvor nur einfache Nobili gewesen wären.
Vor der Errichtung des Königreichs Italien war das Wappengericht in Mailand (jene Körperschaft, in deren Kompetenz die Angelegenheiten betreffend Adelstiteln lagen) für die Vergabe und die Aufzeichnung des Begriffs Nobile als Adelstitel zuständig, bis die Armee Napoleons 1796 das von den österreichischen Habsburgern regierte Herzogtum Mailand überrannte. Wurde ein solcher Titel vergeben, so wurde das Wappen des neuen „Nobile“ samt Abbild des entsprechenden Wappens in das Wappenbuch der Maria Theresia (später aufbewahrt in den Staatsarchiven von Mailand [ASMi]) eingetragen. Die Aufzeichnung derartiger Zugeständnisse und die Abbildung der Wappen belegt, dass zu dieser Zeit der Titel des Nobile nicht mit einer entsprechenden Rangkrone verliehen wurde.
Nach Errichtung und formeller Ausrufung des Königreichs Italien im Jahre 1861 nahm die bestehende Consulta Araldica – von da an als das italienische Wappenkollegium bekannt – Nobile als den niedrigsten Rang in die Hierarchie italienischer Adelstitel auf (vergleiche jedoch Cavaliere ereditario, Patrizio und Coscritto).

## Gebrauch und Gesetzeslage
Häufig wird der Titel mit „N.H.“ für Männer und „N.D.“ für Frauen abgekürzt und auch in dieser Form vor den Vornamen gesetzt. Das Wort „Nobile“ stammt vom lateinischen „nobilis“, was ehrenwert bedeutet.
Die italienische Republik erkennt Adelstitel nicht an. Die italienische Verfassung von 1948 schaffte die Consulta Araldica und damit sämtliche amtliche Adelstitelregister ab.